# مخيريق
مخيريق بن النضير هو أحد اليهود في عهد النبي محمد. حث قومه على مناصرة نبي الإسلام في معركة أحد، فقتل بها، فقال فيه رسول الله: مخيريق خير يهود. وقد كان غنياً، كثير الاموال من زراعة وانتاج النخيل، ويملك سبع حوائط (بساتين).

## ماذكر عنه
ذكر الواقدي أنه أسلم واستشهد بأحد وقال الواقدي والبلاذري: ويقال: إنه من بني قينقاع ويقال من بني القطيون كان عالما وكان أوصى بأمواله للنبي صلى الله عليه وآله وسلم وهي سبع حوائط: الميثب والصائفة والدلال وحسنى وبرقة والأعواف ومشربة أم إبراهيم فجعلها النبي صلى الله عليه وآله وسلم صدقة.
قال عمر بن شبة في أخبار المدينة: حدثنا محمد بن علي حدثنا عبد العزيز بن عمران عن عبد الله بن جعفر بن المسور عن أبي عون عن بن شهاب قال: كانت صدقات رسول الله صلى الله عليه وآله وسلم أموالا لمخيريق فأوصى بها لرسول الله صلى الله عليه وآله وسلم وشهد أحدا فقتل بها فقال رسول الله صلى الله عليه وآله وسلم: «مخيريق سابق يهود وسلمان سابق فارس وبلال سابق الحبشة» .
قال عبد العزيز: وبلغني أنه كان من بقايا بني قينقاع.